# Lokenath Bhattacharya
Pour les articles homonymes, voir Bhattacharya.
Lokenath Bhattacharya est un poète indien né le 9 octobre 1927 à Bhatpara et mort le 23 mars 2001, dans un accident de voiture au Caire. 
Originaire du Bengale, il est surtout connu, dans le monde francophone, grâce à Henri Michaux, qui le rencontra à Delhi, puis chez Octavio Paz, avant de le retrouver à Paris en 1963. Après des études à Visva-Bharati, l'université fondée par Rabindranath Tagore, puis à Calcutta, il part étudier à Paris. 
Auteur d'une trentaine de livres en Inde, il a également traduit des poètes français, comme Arthur Rimbaud, Henri Michaux, auquel il sera très lié, Michaux lui ouvrant les portes de plusieurs éditeurs français. Installé à Paris, il épousa France Bhattacharya, qui après un séjour de 22 ans en Inde, enseigna la langue, la littérature et la culture du Bengale à l’INALCO.